# Нумрег
Нумрег (монг. Нөмрөг) — сомон аймака Завхан в западной части Монголии. Численность населения по данным 2010 года составила 1 608 человек.
Центр сомона — посёлок Ходорго, расположенный в 150 километрах от административного центра аймака — города Улиастай и в 960 километрах от столицы страны — Улан-Батора.

## География
Сомон расположен в западной части Монголии. Граничит с соседними сомонами Баянхайрхан, Тудэвтэй, Тэлмэн и Яруу, а также с соседним аймаком Хувсгел. На территории Нумрега расположена часть крупного солёного озера Тэлмэн-Нуур.
Залежи полезных ископаемых плохо изучены.

## Климат
Климат резко континентальный. Средняя температура января -24-32 градусов, июля +12-18 градусов. Ежегодная норма осадков составляет 220-350 мм.

## Фауна
Животный мир Нумрега представлен волками, лисами, манулами, зайцами, тарбаганами.

## Инфраструктура
В сомоне есть школа, больница.